# Hilary McNamee
Hilary McNamee (* 24. Januar 1990 in Fort Fairfield) ist eine US-amerikanische Biathletin.
Hilary McNamee startet für das Maine Winter Sports Center. Sie lebt in Caribou und studiert am Dartmouth College. Sie trat erstmals international bei den Biathlon-Juniorenweltmeisterschaften 2006 in Presque Isle an, wo sie 41. des Einzels, 36. des Sprints, 34. der Verfolgung und 13. mit der US-Staffel wurde. Ein Jahr später wurde sie in Martell 45. des Einzels, erneut 36. des Sprints, 38. der Verfolgung und Staffel-14. 2008 kamen in Ruhpolding die Ränge 45 im Einzel, 18 im Sprint, 25 in der Verfolgung und 14 mit der Staffel hinzu. Zudem startete sie bei den Juniorenrennen der Biathlon-Europameisterschaften 2008 in Nové Město na Moravě, bei denen die US-Amerikanerin auf den Plätzen 21 im Sprint und neun mit der Staffel einkam. Das Verfolgungsrennen beendete sie nicht. Die vierten und letzten Juniorenweltmeisterschaften lief McNamee 2009 in Canmore. Im Einzel wurde sie 30., im Sprint 39. Mit Addie Byrne und Grace Boutot verpasste sie als Fünftplatzierte vergleichsweise knapp eine Medaille.
Seit 2009 tritt McNamee auch bei den Frauen im Leistungsbereich an. In Vermont nahm sie an den Nordamerikanischen Meisterschaften im Sommerbiathlon 2009 teil und erreichte im Verfolgungsrennen den neunten Platz. Seit der Saison 2010/11 startet sie vermehrt im Skilanglauf, bislang zumeist in unterklassigen Veranstaltungen wie FIS-Rennen. Mehrfach erreichte sie hier gute Resultate unter den besten Zehn.